# Tetrica maculipennis
Tetrica maculipennis är en insektsart som beskrevs av Stsl 1870. Tetrica maculipennis ingår i släktet Tetrica och familjen sköldstritar. Inga underarter finns listade i Catalogue of Life.